# 4TET
4TET bylo vokální kvarteto, které tvořili zpěváci Jiří Korn, Jiří Škorpík, Dušan Kollár a David Uličník.

## Historie
Kvarteto vzniklo z iniciativy Jiřího Korna v říjnu 2002 v souvislosti s připravovaným Tanečně Excentrickým Představením TEP Jiřího Korna. V tomto projektu se poprvé představili skladbou How Deep Is Your Love v provedení „a capella“.
4TET vydal alba 1st, 2nd, 3rd a 4th, na kterých interpretuje v aranžmá Jiřího Škorpíka netradičním způsobem buď Kornovy písně, nebo písně jiných interpretů (Lady Carneval atd.), ale i skladby pocházející z prostředí vážné hudby, například Ravelovo Bolero.
Kromě studiových nahrávek a účinkování v televizních pořadech (např. Manéž Bolka Polívky, Miss 2003, Zlatá mříž, Go Go šou) se kvarteto zaměřovalo i na koncertní vystoupení.
K desetiletému výročí souboru vystoupil 4TET s doprovodem symfonického orchestru Filharmonie Brno ve Wanieck Gallery v Brně.
Poslední společné vystoupení mělo kvarteto 28. prosince 2022 v Hudebním divadle Karlín. V březnu 2023 vyhlásilo jedenapůlletou pauzu a o rok později vyhlásilo definitivní konec. Škorpík poté založil skupinu WOW vocal, tvořenou jednou ženou a pěti muži, včetně Dušana Kollára z 4TETu.

## Diskografie
V listopadu 2004 vyšlo 4TETu první album pod názvem 4TET 1st. V listopadu 2005 vyšlo druhé album nazvané 4TET 2nd. V říjnu 2008 vyšlo po několika odkladech (původně mělo vyjít již v roce 2007) jejich třetí album 4TET 3rd. V roce 2016 vyšlo dlouho očekávané čtvrté album nazvané 4TET 4th.

### 1st
1. Addams Family Theme
2. How Deep Is Your Love
3. Lion Sleeps Tonight
4. Tears In Heaven
5. Hotel Ritz
6. Já to tady vedu
7. Kde domov můj
8. Ještě tě mám plnou náruč
9. Oh, Baby, Baby
10. Yvetta
11. Chtíc aby spal
12. Dívka s vlasy jako len
13. Singin' In The Rain
14. Hotel Ritz – RitzMix
15. 4TET Is Leaving

### 2nd
1. Lady Carneval
2. Jeanne D'Arc
3. Love And Marriage
4. Love of My Life
5. Hlava mazaná
6. Introduction
7. Stranger On The Shore
8. Robinson
9. Tuning
10. Holubí dům
11. Hlava mazaná – Garage mazec
12. Robinson – HoodMix

### 3rd
1. Prstýnek
2. Znala panna pána
3. Thriller
4. Blue Moon
5. Imagine
6. Dobrý den
7. Zemědělská
8. Bolero
9. Je jaká je
10. Láska
11. The Flinstones
12. Ticket to Ride
13. Colours of the World

### 4th
1. Aby nás Pán Bůh miloval
2. I Feel Good
3. Air
4. Po schodoch
5. Karel nese asi čaj
6. Dobrú noc, má milá
7. Já půjdu tam a ty tam
8. This Boy
9. Žal se odkládá
10. Pochod marodů
11. Windsurfing